# Leánynegyed
A leánynegyed (latinul quartalitium), az 1848 előtti magyar öröklési jog egyik  intézménye volt.

## Szabályai
A fiágbeli utódoknak szóló adományos nemesi javakból a leányágnak járó rész. Werbőczy HK. (I. R. 88. C.) fogalommeghatározása szerint az atyai örökös jogokból és jószágokból szülei nemzés jeléül (in signum parentelae propagationis) a leányokat s asszonyokat illető birtokjog. A leánynegyed a jószágon fekvő teher volt s azért csak egyszer adatott ki; illette a leányágat általában, s a leányok azt abban a sorban követelhették, amint az első szerzőhöz ág és íz szerint közelebb állottak. Ha több leány volt a jogosult, mindenik a maga illetőségét külön is követelhette. De a szerzetesi rendbe lépett leányt a leánynegyed nem illette meg. A leánynegyedet vagy természetben, vagy pénzben lehetett kiadni. Természetben az azzal terhelt jószág negyedrészének kihasítása által. A 14. századot követően azonban ez csak kivételesen történt meg. Werbőczy előtti időben a leánynegyed természetben kiadása a leány férjére nézve a testvérré fogadásnak egy neme volt, s az ily házasságból származott gyermekek nemesek voltak, habár apjuk nem is volt az. Ez a szokás később megszűnt, feledésbe ment. A leánynegyednek pénzzel való kifizetése esetében a leányoknak a jószág közbecsűjének 1/4-e járt. Készpénz helyett a leányok ménesi lovakat igen (Werbőczy HK. I. R. 101. C.), de más dolgokat elfogadni nem tartoztak.

## Megszűnése
Az 1861-es országbírói értekezlet kimondotta, hogy a leánynegyed mint a fiágiság kifolyása az ősiség eltörléséről szóló 1848. XV. t.-c. szellemében megszűntnek tekintendő. Az 1852-es ősiségi nyíltparancs és az osztrák polgári törvénykönyv hatályba lépte napjától kezdve az leánynegyedet kereső pert (ad excissionem quartilitii) többé meg nem indíthatónak jelentette ki.